# Старо језгро Зрењанина
Старо језгро Зрењанина је просторна културно-историјска целина од великог значаја који обухвата историјски вредне средишње градске делове у виду низа амбијената и зграда у средишњем делу Зрењанина.

## Општи опис
Старо језгро Зрењанина настајало је спонтано током 19. и 20. века на простору најстаријег дела града. У тих два века заокружена је историјска целина са градитељским наслеђем које својим стилским обележјима, конструктивним и декоративним елементима и детаљима, представља ликовне и просторне вредности на којима су испољене све одлике архитектонских стилова од барока до сецесије. 
Трг слободе, као средишња зона језгра, обухвата зграде које одликује архитектура историјских стилова, међу којима се издвајају: зграде Музеја и Треће гимназије, градска кућа, Римокатоличка црква, Римокатолички жупни уред и Народна библиотека. Друга важна целина је Улица краља Александра I Карађорђевића са Гимназијском улицом, главна пешачка зона која спаја три значајна стара амбијента, чија су оба фронта изграђена углавном једноспратним зградама са декоративним фасадама. Трг др Зорана Ђинђића представља неку врсту „капије” за амбијент главне улице језгра, одакле се пружа поглед на Жупанијску палату и из које се сагледава далека визура следеће амбијенталне целине – Трга слободе. Последња урбана целина у саставу језгра је Улица краља Петра Првог, са репрезентативним грађевинама архитектонско-стилских вредности и савременим зградама који не нарушавају валоризовано наслеђе.

## Обухват просторне културно-историјске целине
Старо језгро Зрењанина обухвата:
- Трг слободе - 7 зграда,
- Суботићева улица - 1 зграда,
- Улица краља Александра I Карађорђевића - 25 зграда,
- Улица Светозара Марковића - 1 зграда,
- Гимназијска улица - 5 зграда,
- Трг др Зорана Ђинђића - 2 зграде,
- Улица др Славка Жупанског - 3 зграде,
- Улица краља Петра Првог - 3 зграде,

#### Трг слободе
- Трг слободе 2 - Градска народна библиотека „Жарко Зрењанин”
- Трг слободе 4 - Римокатоличка црквена општина (плебанија)
- Трг слободе 5 - Зграда Гранд хотела „Војводина”
- Трг слободе - Катедрала Св. Ивана Непомука
- Трг слободе 7 - Зграда Народног позоришта „Тоша Јовановић”
- Трг слободе 8 - Бискупски ординаријат
- Трг слободе 10 - Жупанијска палата (Градска кућа)

#### Суботићева улица
- Суботићева 1 - Финансијска палата, данас Народни музеј Зрењанин

#### Улица краља Александра I Карађорђевића
- Краља Александра I Карађорђевића 1 - Буковчева палата (Пупинова 2)
- Краља Александра I Карађорђевића 4 - Зграда Српске православне црквене општине (Гимназијска 1)
- Краља Александра I Карађорђевића 6 - Зграда Вилмоша Гринбаума (Гимназијска 3)
- Краља Александра I Карађорђевића 8 - Зграда Владислава Цикајла
- Краља Александра I Карађорђевића 10 - Зграда Прве хрватске штедионице (Гимназијска 7)
- Краља Александра I Карађорђевића 17 - Зграда Штагелшмит
- Краља Александра I Карађорђевића 18 - Палата Даун (Гимназијска 15)
- Краља Александра I Карађорђевића 20 - Палата Менцер
- Краља Александра I Карађорђевића 21 - Робна кућа намештаја „Бенце и син”
- Краља Александра I Карађорђевића 22 - Зграда Липота Голдшмита
- Краља Александра I Карађорђевића 23 - Зграда Гаје Адамовића
- Краља Александра I Карађорђевића 26 - Зграда Филковића (срушена 2015. године)
- Краља Александра I Карађорђевића 27 - Зграда Густава Фромбаха
- Краља Александра I Карађорђевића 29 - Зграда Самуела Фрајнда
- Краља Александра I Карађорђевића 30 - Зграда Карла Хелмболда („Шехерезада”)
- Краља Александра I Карађорђевића 31 - Зграда Вилмоша Херцфелда (Светосавска 11)
- Краља Александра I Карађорђевића 33-35 - Зграда експозитуре Државне хипотекарне банке
- Краља Александра I Карађорђевића 34 - Палата Пањи (Светозара Марковића 1)
- Краља Александра I Карађорђевића 37 - Зграда Чеде Удицког
- Краља Александра I Карађорђевића 39 - Зграда Јована Екштајна
- Краља Александра I Карађорђевића 41 - Зграда Хранимира Купусаревића
- Краља Александра I Карађорђевића 43 - Зграда фирме „Јакшић и Амбрози”
- Краља Александра I Карађорђевића 45 - Зграда породице Поповић-Пеци
- Краља Александра I Карађорђевића 47 - Палата Српске штедионице
- Краља Александра I Карађорђевића 49 - Кућа Живка Вукова

#### Улица Светозара Марковића
- Светозара Марковића 2 - Палата Шандора Ковача

#### Гимназијска улица
- Гимназијска 2 - Пијаристичка црква и Зграда зрењанинске гимназије
- зграде под бројевима 1, 3, 7, 15 и 19, које чине целину са објектима у Улици краља Александра

#### Трг др Зорана Ђинђића
- Трг др Зорана Ђинђића 1 - Зграда Великобечкеречке штедионице (Завод за заштиту споменика културе)
- Трг др Зорана Ђинђића 3 - Кућа Игнаца Левија (Месна заједница „Центар”)

#### Улица др Славка Жупанског
- Др Славка Жупанског 1 - Зграда Треће гимназије и Зграда Трговачке академије (Електротехничка и грађевинска школа „Никола Тесла”)
- Др Славка Жупанског 2 - Дом народног здравља
- Др Славка Жупанског 3 - Зграда сиромашних школских сестара „De Notre Dame” са капелом (ОШ „Вук Караџић”)

#### Улица краља Петра I
- Краља Петра I 1 - Зграда старе поште
- Краља Петра I 3 - Зграда Српске задружне банке
- Краља Петра I 6 - Зграда Аустроугарске банке

## Галерија
- Буковчева палата
- Пањијева палата
- Зграда Хранимира Купусаревића
- Зграда породице Поповић-Пеци
- Кућа Живка Вукова
- Зграда фирме „Јакшић и Амбрози”
- Палата Шандора Ковача
- Бискупски ординаријат
- Гранд хотел „Војводина”
- Државна хипотекарна банка
- Финансијска палата, данас Народни музеј Зрењанин
- Кућа Гаје Адамовића
- Куће Фрајнд и Херцфелд
- Даунова палата и угао Јеврејске улице и Улице краља Александра
- Зграда Чеде Удицког
- Менцерова палата
- Зграда позоришта
- Шехерезада
- Најамна зграда Српске православне црквене општине
- Зграда Римокатоличке црквене општине
- Зграда Прве хрватске штедионице
- Зграда апотекара Владислава Цикајла
- Филковићева зграда (срушена 2015. године)
- Српска штедионица
- Зграда Густава Фромбаха
- Зграда Липота Голдшмита
- Бенцеова робна кућа
- Штагелшмитова зграда
- Зграда Вилмоша Гринбаума
- Пијаристичка црква у оквиру гимназије
- Аустроугарска банка
- Српска задружна банка
- Стара пошта
- Кућа Игњаца Левија
- Великобечкеречка штедионица
- Дом народног здравља
- Зграда Треће гимназије/Електротехничке школе „Никола Тесла”
- Споменик краљу Петру I Карађорђевићу